# 纳布堡
纳布堡是德国巴伐利亚州的一个市镇。总面积62.40平方公里，总人口6033人，其中男性2955人，女性3078人（2011年12月31日），人口密度97人/平方公里。

## 友好城市
- 法國 卡斯蒂永拉巴塔耶